# Kaspar Honegger
Kaspar Honegger (* 9. Juli 1820 in Wald; † 25. August 1892 ebenda) war ein Schweizer Unternehmer.

## Leben
Kaspar Honegger wurde am 9. Juli 1820 als Sohn des Nagelschmieds Ludwig Honegger in Wald geboren. Honegger wuchs in ärmlichen Verhältnissen auf und musste schon im Alter von sieben Jahren als Fabrikarbeiter zum Lebensunterhalt seiner Familie beitragen. Nach einer Ausbildung zum Schlosser und zwei Jahren Wanderschaft mit Aufenthalt in Wien leitete Honegger nach seiner Rückkehr mit seinem Vater und seinem Bruder Johannes eine Nagelschmiede im Weiler Dändler in der Gemeinde Wald.
1853 baute er gemeinsam mit seinem Bruder die Baumwollweberei Hub in Wald auf. 1860 wurde diese Weberei durch einen Brand zerstört. Seine Unternehmertätigkeit setzte er ein Jahr später mit der Gründung der Weberei Neutal in Wald fort, einem Betrieb mit 90 Webstühlen. 1888 kaufte Honegger die Spinnerei Elba in Wald mit 10000 Spindeln zu. Honegger gehörte zu den Industriepionieren, die in der zweiten Hälfte des 19. Jahrhunderts dafür sorgten, dass Wald zum "Klein-Manchester" des Kantons Zürich avancierte.
Kaspar Honegger, der 1847 seine Frau Barbara ehelichte, verstarb am 25. August 1892 im Alter von 72 Jahren in Wald.